# Dirk Stricker
Dirk Stricker (* 1918; † nach 1977) war ein deutscher Kapitän zur See der Bundesmarine.

## Leben
Dirk Stricker trat 1937 in die Kriegsmarine ein und war später bis Oktober 1944 bei einer Minensuchflottille eingesetzt. Bis Kriegsende war er Chef einer Marinekompanie in der Festung Lorient und wurde Oberleutnant zur See.
1956 wurde er in die Bundesmarine übernommen und war von Oktober 1956 bis März 1958 als Korvettenkapitän Kommandeur des neu aufgestellten 3. Minensuchgeschwaders. Er übernahm bis September 1959 das ebenfalls neu aufgestellte 6. Minensuchgeschwader.
Von Mai 1964 bis Januar 1965 war er als Fregattenkapitän Kommandant des Tenders Weser. Der Tender war als Schulschiff eingesetzt und hatte bei 323 Mann Besatzung davon 146 Seekadetten an Bord. Bis September 1964 war der Tender unter Stricker auf der zweiten Ausbildungsfahrt, bevor er anschließend nicht mehr als Schulschiff eingesetzt wurde. Anfang Oktober 1965 wurde er Kommandeur des 1. Zerstörergeschwaders und blieb bis 12. Januar 1966 in dieser Position, um anschließend bis Ende September 1967 als Kommandeur des 2. Geleitgeschwaders eingesetzt zu werden. In dieser Position wurde er zum Kapitän zur See befördert. Im Oktober 1967 übernahm er für zwei Jahre die Leitung der Spezialabteilung Stärke- und Ausrüstungsnachweisung (STAN in Kiel, ab April 1969 in Wilhelmshaven) im Marineamt. Von Oktober 1969 bis März 1973 war er Chef des Stabes des Flottenkommandos. Am 1. April 1973 wurde er Kommandeur des Marinestützpunktkommandos Kiel. Aus dieser Position ging er am 30. September 1977 in den Ruhestand.
Am 28. September 1973 wurde er mit dem Verdienstkreuz 1. Klasse ausgezeichnet.